# Henryk Zorski
Henryk Stanisław Zorski (ur. 30 czerwca 1927, zm. 26 grudnia 2003) – profesor nauk technicznych, pracownik naukowy Instytutu Podstawowych Problemów Techniki PAN, wieloletni kierownik Zakładu Teorii Ośrodków Ciągłych, kierownik Katedry Aerodynamiki Wojskowej Akademii Technicznej, członek koresp. PAN.

## Praca naukowa
Studia inżynierskie ukończył w 1951 na Wydziale Lotniczym Politechniki Warszawskiej, a studia magisterskie w roku 1954 w Wojskowej Akademii Technicznej. Na tej uczelni w 1955 roku na podstawie rozprawy Niektóre zagadnienia brzegowe teorii płyt cienkich uzyskał stopień doktora nauk technicznych, a w roku 1960 na podstawie rozprawy Sformułowanie projekcyjne równań ruchu ośrodka ciągłego w Instytucie Podstawowych Problemów Techniki uzyskał stopień naukowy doktora habilitowanego.
Pracę naukowo-dydaktyczną rozpoczął w 1951 roku jako asystent na Politechnice Warszawskiej. W latach 1950–1957 pracował jako oficer zawodowy w Wojskowej Akademii Technicznej na szeregu stanowiskach, od laboranta do Szefa Katedry Aerodynamiki i Konstrukcji Samolotów. W 1957 roku przeszedł do IPPT PAN na stanowisko adiunkta. Tytuł docenta otrzymał w 1960 roku, a profesora nadzwyczajnego w 1962. Przez szereg lat był kierownikiem Zakładu Teorii Ośrodków Ciągłych, a następnie – aż do przejścia na emeryturę w roku 1997 - kierował Zakładem Mechaniki Cieczy i Gazów IPPT PAN.
W roku akademickim 1958/59 przebywał na stypendium naukowym PAN w Dublinie; w latach późniejszych przebywał wielokrotnie w USA, gdzie wykładał na Uniwersytetach w Cansas, Connecticut, Cornell, Lehigh. W Europie wykładał na Uniwersytetach w Stuttgarcie, Dreźnie, Paryżu, Udine i Berlinie. Prowadził liczne seminaria w byłym ZSRR, Anglii, Irlandii, we Włoszech, w Indiach, Jugosławii i Kanadzie. Brał udział w wielu konferencjach i zjazdach naukowych w kraju i zagranicą.
Był laureatem Nagrody Wydziału IV PAN im. M.T. Hubera. Główne kierunki działalności naukowej prof. Henryka Zorskiego dotyczyły: teorii płyt i powłok (lata 50. i 60.), teorii dyslokacji (lata 60., 70. i ostatnie), podstaw teorii ośrodków ciągłych (lata 70. I 80.), mechaniki nieliniowej (lata 80. i 90.), biopolimerów, w tym mechaniki i termomechaniki łańcuchów dyskretnych i ciągłych (lata 90. Biuletyn Informacyjny PTMTS 401 i ostatnie). Większość tych prac dotyczy podstaw teorii, zarówno matematycznych jak i fizycznych.
Brał aktywny udział w krajowym i międzynarodowym życiu naukowym. Był członkiem wielu towarzystw naukowych, w tym:
- Polskiego Towarzystwa Mechaniki Teoretycznej i Stosowanej
- Komitetu Mechaniki Polskiej Akademii Nauk
- Society for Natural Philosophy { Founding Member od 1963, ostatnio Member of the Committee
- Society for Interaction between Mechanics and Mathematics { członek założyciel (1977 r.), Vice-President od 1991
- Accademia dalle Science, Bologna, wybrany w 1978
- Gesellschaft fur Angewandte Mathematik und Mechanik, od 1980
- General Assembly of IUTAM

Był członkiem kolegiów wydawniczych czasopism krajowych i międzynarodowych:
- International Journal of Nonlinear Mechanics
- International Journal of Solids and Structures
- Journal of Mathematics and Physics (India)
- Archiwum Mechaniki Stosowanej (Archives of Mechanics)

## Praca dydaktyczna
Profesor Henryk Zorski miał bardzo bogaty dorobek dydaktyczny. Swą działalność dydaktyczną rozpoczął na Politechnice Warszawskiej w roku 1950, w latach 1950-57 prowadził ćwiczenia i wykładał w Wojskowej Akademii Technicznej następujących przedmiotów: wytrzymałość materiałów, statyka i dynamika konstrukcji lotniczych, aerodynamika, dynamika gazów. Prowadził także prace kursowe i magisterskie z zakresu konstrukcji samolotów. W latach późniejszych prowadził cykle wykładów na Politechnice Warszawskiej i Politechnice Poznańskiej oraz w Instytucie Podstawowych Problemów Techniki PAN.
Był promotorem 19 przewodów doktorskich, recenzentem ponad 40 przewodów habilitacyjnych. W pracowni i w zakładach, którymi kierował, powstało 15 habilitacji, 10 osób uzyskało tytuły profesorów, a dwie członkostwo Polskiej Akademii Nauk. Profesor Henryk Zorski został wyróżniony Nagrodą Naukową Wydziału Nauk Technicznych PAN im. M.T. Hubera, został również wybrany na członka Akademii Nauk w Bolonii. Jego 70-lecie urodzin zostało uhonorowane dwoma konferencjami międzynarodowymi, a mianowicie Continuum Models of Discrete Systems w 1997 roku oraz Current Problems in Mechanics and Physics w 1998.

## Wybrane publikacje
- Plates with discontinuous supports, 1958, Archiwum Mechaniki Stosowanej, 3
- Singular solutions for thermoelastic media, 1958, Bulletin PAN, 6, Serie Sci. Techn.
- Protective formulation of the equations of motion of a continouous medium, 1960, Archives of Mechanics, 5-6
- On the equations describing small deformations superposed on fnite deformation, Proc. of International Union of Theoretical and Applied I-Mechanics. Symposium on Second Order Efects in Solids and Fluids, 1964, Haifa (edit. M. Reiner)
- Theory of discrete defects, 1966, Archives of Mechanics, 3
- Statistical theory of dislocations, 1968, Int. J. of Solids and Structures, USA, 4
- On the equations of classical and quantum piezoelectricity, współautor W. Nasalski, 1975, Bulletin PAN, Serie Sci. Techn., XXIII, 6
- Non-existence of a continuum that models a Newtonian system of particles, 1974, Arch. for Rat. Mech. Anal., 56, 4
- Direct continuum model of interacting particles, 1977, Proc. of Symp. on Continuum Model of Discrete Systems, Waterloo, Canada (edit. J. Provan)
- Continuum model of particle system with three-point interactions, 1978, Letters in Applied and Eng. Sciences
- Continuum dynamics of a peptidet chain, współautor E. Infeld, 1997, Int. J. of Non-linear Mechanics, 32, 5
- New solution equation for dipole chain, współautor E. Infeld, 1992, Phys. Rev. Lett., 68
- Static chaos in polymer and biopolymer chains, współautor H. Makaruk, 1997, J. Tech. Physics, 38, 2.